# 艾哈邁德·尼哈德
艾哈邁德·尼哈德（鄂圖曼土耳其語：‎；1883年7月5日—1954年6月4日），是1944年－1954年間奧斯曼帝國王朝第38代領袖，也是奧斯曼帝國滅亡後王朝的第二代領袖。

## 早年
1883年7月5日，艾哈邁德·尼哈德於出生在奧塔科伊的徹拉安宮，是穆罕默德·賽拉赫丁阿凡提王子的長子、蘇丹穆拉德五世之孫，並有個比自己年長兩歲的姊姊貝希耶蘇丹女。他整個童年與成年前期都在徹拉安宮中渡過：該宮殿為其祖父穆拉德五世在1876年被廢黜之後的禁閉之所。他的王位被其弟阿卜杜勒-哈米德二世篡位，後者還將整個限制延伸在前者的家庭成員身上，直至1904年去世。1891年，艾哈邁德·尼哈德和阿卜杜勒-哈米德二世之子穆罕默德·阿卜杜勒、艾哈邁德·努里與穆罕默德·布爾哈內丁一同接受割禮。
在阿卜杜勒-哈米德二世駕崩後，艾哈邁德·尼哈德得以離開其禁閉之所，並住在其父在費內廖盧的住處。然後，他搬進了他自己位於基里奇阿里坡與塞倫斯貝坡之間的豪華別墅，並接受特夫菲克·菲克雷特的繪畫和歷史課程。他還曾教過費里頓貝伊法語，費里頓貝伊的母親是羅伯特學院的老師，即女詩人尼加爾·哈尼姆。此外，他也曾住過其父在庫爾巴加利德雷的別墅和貝勒貝伊宮。1918年，他曾服役於鄂圖曼帝國軍隊並擔任步兵上校。

## 流亡生涯
當鄂圖曼皇室於1924年3月被流放時，艾哈邁德·尼哈德與他的兩個妻子和子嗣先是流亡匈牙利布達佩斯，然後轉往法國巴黎，並住在卡頓大道的別墅中。接著他們搬到了黎巴嫩貝魯特，前者便在那裡度過了餘生。
在阿卜杜勒-邁吉德二世死後，艾哈邁德·尼哈德於1944年8月成為鄂圖曼流亡王室的領袖：他以書面形式獲悉在阿姆爾·易卜拉欣王子家中舉行的理事會會議期間做出的這個決定，然塞扎德·奧馬·法魯克並不接受這個事實。另一方面，奧馬·法魯克的妻子薩比哈蘇丹女則支持理事會的決定，並批准其選擇。奧馬·法魯克這邊則有阿卜杜勒-阿齊茲一世之孫子、孫女：蘇克里耶蘇丹女、米赫里沙蘇丹女和穆罕默德·阿卜杜勒阿齊茲的支持。根據法特瑪·內斯利亞表示，艾哈邁德·尼哈德是一位誠實、溫和、有禮貌的人，但他卻成天坐在椅子上無所事事，也沒有能力勝任這樣的角色；在另一方面，一直照顧家庭中每個人問題的奧馬·法魯克將自己視為一家之主。
1945年，艾哈邁德·尼哈德因中風導致殘疾，他直到死去前都住在一棟陳設簡易的房屋內，並用沙發上的地毯作為他的床使用。其房間內唯一的裝飾品就是土耳其國旗，此外，他經常觀察港口上是否有懸掛土耳其國旗的船隻，若有，他就會跑到港口上並仔細觀察。
艾哈邁德·尼哈德於1954年6月4日去世，並被葬於敘利亞大馬士革的蘇丹塞利姆清真寺中。

## 配偶與子嗣
艾哈邁德·尼哈德的第一任妻子為薩菲盧。她出生於1884年8月15日的伊茲密爾，兩人在1902年2月7日的監禁期間，於徹拉安宮結婚，並於1903年10月3日（也就是解除監禁之日的前一年）誕下尼哈德唯一擁有的子嗣：阿里·華塞王子。1924年3月，她與她的兒子隨著尼哈德開始了流亡生涯，後於1975年11月15日的埃及亚历山大港去世。
艾哈邁德·尼哈德的第二任妻子為內茲赫。她出生於1890年的切爾克西亞，其母為法特瑪·薩贊德夫人：蘇丹穆拉德時期的後宮之主。在尼哈德改娶她的繼妹內夫斯坦後，雙方便於1916年離婚。然後，她嫁給一鄂圖曼軍官阿里·費米·多魯索茲，並誕下一子：費里登·多魯索茲。1934年，內茲赫根據《土耳其姓氏法》，改姓「多魯索茲」。後她於1972年11月24日於伊斯坦堡去世。
艾哈邁德·尼哈德的第三任妻子是內夫斯坦。她於1893年出生於阿達帕扎勒，其父母分別為塔希爾貝伊·阿贊巴（一位阿布哈茲軍官）與法特瑪·薩贊德夫人，及一位兄長：阿齊茲貝伊。雙方於1915年4月10日結婚，到了1924年3月，她隨著尼哈德流亡國外。1952年，奧斯曼王朝女性成員獲准返回土耳其，內夫斯坦遂搬到了伊斯坦堡塞雷西貝伊。根據姓氏法，她被取了叫「奧斯曼奧盧」的姓氏。她於1983年去世。

### 子嗣
| 名字                        | 出生                        | 逝世                        | 備注                                                                          |
| 薩菲盧夫人（1884年–1970年） | 薩菲盧夫人（1884年–1970年） | 薩菲盧夫人（1884年–1970年） | 薩菲盧夫人（1884年–1970年）                                                   |
| --------------------------- | --------------------------- | --------------------------- | ----------------------------------------------------------------------------- |
| 阿里·華塞王子               | 1903年10月13日              | 1983年12月9日               | 生於徹拉安宮；與穆克拜爾蘇丹女（奧馬·希爾米王子之女）結婚；死於埃及亞歷山大港 |

## 勳章
國內勳章
- 鄂圖曼家族勳章（英语：Order of House of Osman）[19]
- 奧斯曼尼耶勳章[19]
- 麥吉迪勳章（英语：Order of the Medjidie）[19]
- 利亞卡特戰爭金勳章（英语：Liakat Medal）[11]
- 伊姆蒂亞茲戰爭銀勳章（英语：Imtiyaz Medal）[11]

外國勳章
- 奥匈帝国：利奧波德大十字勳章（1918年6月6日）[20]

## 註腳
1. ↑   184th. Almanach de Gotha. 2000: 365, 912–915.
2. ↑   2. Burke's Peerage. 1980: 247.
3. 1 2 3 4  Brookes 2010，第286頁.
4. ↑  Brookes 2010，第279頁.
5. 1 2  Brookes 2010，第105–106頁.
6. ↑  Osmanoğlu, A. . Selçuk Yayınları. 1984: 73.
7. ↑  SUNAY, Serap. . Balıkesir Üniversitesi Sosyal Bilimler Enstitüsü Dergisi. 2017-12-01, 20 (38): 327–342  [2022-02-05]. doi:10.31795/baunsobed.645121. （原始内容存档于2022-02-05）.
8. 1 2 3 4 5 6  Vâsıb, Ali; Osmanoğlu, Osman Selaheddin. . YKY. 2004: 33, 44, 373, 421. ISBN 978-9-750-80878-4.
9. 1 2 3 4 5  Doğrusöz, Mahan. . mahandogrusoz.net. 23 May 2016  [7 July 2020]. （原始内容存档于2018-08-20）.
10. ↑  Uçan 2019，第63頁.
11. 1 2 3  . Hilal Matbaası. 1918: 66–67.
12. ↑  Hülagü, M.M.; Batmaz, Ş.; Alan, G.; Erciyes Üniversitesi. . Armenians in the Ottoman Society. Erciyes Üniversitesi. 2008. ISBN 978-9944-0664-0-2. |issue=被忽略 (帮助)
13. 1 2  Ekinci, Ekrem Buğra. . ekrembugraekinci.com. 16 November 2020  [2022-02-05]. （原始内容存档于2022-02-06） （土耳其语）.
14. ↑  Bardakçı, Murat. . Oxford University Press. 2017: 207. ISBN 978-9-774-16837-6.
15. ↑  Brookes 2010，第106 n. 77頁.
16. 1 2 3  Adra, Jamil. . 2005: 20.
17. ↑  . Milliyet. 1972-11-25  [2020-12-28]. （原始内容存档于2022-08-11） （土耳其语）.
18. 1 2 3  Brookes 2010，第291頁.
19. 1 2 3  Yılmaz Öztuna. . Ötüken Yayınevi. 1978: 164.
20. ↑  Uçan 2019，第59頁.

## 外部連結
- .   [19 August 2008]. （原始内容存档于29 July 2008）.
- Family Tree （页面存档备份，存于），蘇丹馬哈茂德二世後裔。檢索於2011年2月28日。
- Heirs of Europe, Turkey （页面存档备份，存于）. Retrieved 2019-06-09.

| 艾哈邁德·尼哈德 奧斯曼王朝出生于：1883年7月5日逝世於：1954年6月4日 | 艾哈邁德·尼哈德 奧斯曼王朝出生于：1883年7月5日逝世於：1954年6月4日                    | 艾哈邁德·尼哈德 奧斯曼王朝出生于：1883年7月5日逝世於：1954年6月4日 |
| 王位覬覦者                                                         | 王位覬覦者                                                                            | 王位覬覦者                                                         |
| ------------------------------------------------------------------ | ------------------------------------------------------------------------------------- | ------------------------------------------------------------------ |
| 前任者： 阿卜杜勒-迈吉德二世                                       | — 名义上的 — 奥斯曼帝国苏丹 1944年8月23日－1954年6月4日 继位失败原因： 1922年帝國解體 | 繼任者： 四世                                                      |